# Вулверін-Лейк (Мічиган)
Вулверін-Лейк (англ. Wolverine Lake) — селище (англ. village) в США, в окрузі Окленд штату Мічиган. Населення — 4544 особи (2020).

## Географія
Вулверін-Лейк розташований за координатами 42°33′21″ пн. ш. 83°29′8″ зх. д. / 42.55583° пн. ш. 83.48556° зх. д. (42.555751, -83.485690).  За даними Бюро перепису населення США в 2010 році селище мало площу 4,36 км², з яких 3,29 км² — суходіл та 1,07 км² — водойми.

## Демографія
Згідно з переписом 2010 року, у селищі мешкало 4312 осіб у 1733 домогосподарствах у складі 1214 родин. Густота населення становила 990 осіб/км².  Було 1840 помешкань (422/км²).
Расовий склад населення:
| - 95,9 % — білих - 1,2 % — азіатів - 0,7 % — чорних або афроамериканців - 0,4 % — корінних американців |

До двох чи більше рас належало 1,4 %. Частка іспаномовних становила 2,4 % від усіх жителів.
За віковим діапазоном населення розподілялося таким чином: 21,6 % — особи молодші 18 років, 66,8 % — особи у віці 18—64 років, 11,6 % — особи у віці 65 років та старші. Медіана віку мешканця становила 42,7 року. На 100 осіб жіночої статі у селищі припадало 106,7 чоловіків;  на 100 жінок у віці від 18 років та старших — 102,6 чоловіків також старших 18 років.
Середній дохід на одне домашнє господарство  становив 92 597 доларів США (медіана — 76 125), а середній дохід на одну сім'ю — 101 851 долар (медіана — 81 862). Медіана доходів становила 64 539 доларів для чоловіків та 47 578 доларів для жінок. За межею бідності перебувало 7,9 % осіб, у тому числі 15,9 % дітей у віці до 18 років та 2,6 % осіб у віці 65 років та старших.
Цивільне працевлаштоване населення становило 2246 осіб. Основні галузі зайнятості: освіта, охорона здоров'я та соціальна допомога — 22,2 %, виробництво — 21,7 %, роздрібна торгівля — 11,9 %, науковці, спеціалісти, менеджери — 11,0 %.